# The Nose
The Nose est une voie d'escalade à El Capitan dans la Vallée de Yosemite aux États-Unis. Elle se situe sur l'éperon rocheux entre les face sud-est et sud ouest, sur une paroi granitique verticale et monolithique de près de 1 000 mètres. C'est l'une des plus célèbres et mythiques grandes voies d'escalade du monde.

## Description de la voie
La voie d'escalade du Nose se situe sur la falaise d'El Capitan. La voie est tracée à la jonction des deux faces (sud-ouest et sud-est) de la paroi qui se rejoignent avec un angle d'environ 70 degrés.
La longueur de la voie est d'environ 900 mètres et est composée de 28 longueurs. The Nose est notamment composé des célèbres longueurs Great Roof et Changing Corner (26ème).
L'ascension est imaginée en juin 1957 par Warren Harding, Mark Powell et Bill Feuerer. Observant le rocher à la jumelle depuis la vallée, les trois hommes parviennent à trouver des lignes de fissures, des liaisons entre ces lignes ainsi que quelques terrasses (nécessaires pour les bivouacs) qu'ils pensent suffisants pour atteindre le sommet de l'éperon granitique.
Le nom The Nose apparaît après les premières ascensions. 

## Difficulté
La difficulté globale de la voie est classé en 8b+. Les deux longueurs clés, Great Roof et Changing Corner, sont classées respectivement en 8b et 8b+.

## Premières ascensions

### Ouverture du Nose en artificiel
La première ascension de la voie est réalisée le 12 novembre 1958 par Warren Harding, Wayne Merry et George Whitmore,. Ceux-ci parviennent au sommet d'El Capitan après plusieurs séquences d'escalade pour un total d'environ 47 jours d'efforts.
En réalité, l'ascension de la voie The Nose a commencé dès l'année 1957. Après avoir repéré ce qui leur semble une voie praticable sur la paroi, Warren Harding, Mark Powell et Bill Feuerer décident d'aborder l'ouverture de cette voie d'une nouvelle manière. L'ascension est en effet trop longue pour leur permettre de prendre un minimum d'eau et de nourriture pour trois ou quatre jours. Les trois hommes s'inspirent alors de la méthode des expéditions himalayennes qui recourt à des camps d'altitude, l'utilisation de cordes fixes et à une technique de progression par une cordée de meneurs pendant qu'en parallèle d'autres grimpeurs s'occupent de la logistique du groupe en réalisant le portage de la nourriture, de l'eau et du matériel.
Sur le plan technique, l'ascension requiert également la création de nouveaux dispositifs de progression artificielle et de protection. Harding a en effet repéré la largeur importante de certains systèmes de fissures. Pour surmonter cette difficulté, il s'équipe avec des pitons d'un genre nouveau, larges et en forme de U, bricolés par Franck Tarver les mois précédents.
Harding, Powell et Feuerer lancent une première offensive sur El Capitan au début du mois de juillet 1957. Après 7 jours d'escalade et environ trois cent cinquante mètres d'escalade (ce qui représente une bonne vitesse en regard des techniques de pitonnage de l'époque), le trio s'arrête tout proche d'une large vire, Dolt Tower, qui deviendra Camp II . Fatigués et pour certains légèrement blessés, ils décident de redescendre et laissent derrière eux des cordes fixes afin de poursuivre leur tentative les semaines suivantes.
Toutefois, Powell se blesse gravement à la cheville en septembre lors d'une autre ascension, ce qui désorganise la cordée. Warren Harding ne peut ainsi retourner sur The Nose qu'à la fin novembre avec Feuerer et deux jeunes grimpeurs, Wally Reed et Allen Steck. Les quatre hommes grimpent durant 4 jours et ajoutent environ 50 mètres à la progression sur The Nose. Surtout, ils constatent que les cordes fixes qui ont été mises en place, en chanvre, se détériorent rapidement sur la paroi, ce qui entraîne un problème de sécurité. Au début de l'année 1958, Warren Harding et Bill Feuerer entreprennent donc le remplacement de toutes les cordes fixes au profit de cordes en nylon.
Après une nouvelle escalade au printemps 1958 entreprise par le trio initial et qui ajoute une vingtaine de mètres à la progression, Harding, Powell et Feuerer réalisent de grandes avancées au cours du mois de mai. Ils parviennent ainsi jusqu'à une hauteur d'environ 480 mètres, au niveau d'une terrasse (Camp III). Toutefois, lassés de cette progression lente et suivant les demandes des Rangers du parc du Yosemite qui ne souhaitent pas voir des grimpeurs tenter une ascension complexe et dangereuse pendant la saison touristique estivale, les grimpeurs abandonnent pour quelques semaines leur projet.
A l'automne, la cordée se reforme et intègre plusieurs nouveaux grimpeurs intéressés pour terminer l'ascension de The Nose. En plus de Harding, Powell, Feuerer et Reed, Rich Calderwood, Wayne Merry et George Whitmore complètent le groupe, les hommes se relayant sur la paroi en fonction de leurs disponibilités. Au cours d'une première tentative, les grimpeurs ajoutent un peu plus de 100 mètres à leur ascension et parviennent en vue de la difficulté Great Roof. Surtout, ils définissent le tracé final de la voie en réalisant une traversée qui permet de relier deux systèmes de fissures. En octobre, les hommes avancent de quelques mètres pour atteindre une nouvelle terrasse, le camp IV.
À partir de Novembre, l'assaut final du Nose est lancé par les grimpeurs. Le groupe, réduit à Harding, Merry, Calderwood et Whitmore, s'organise en deux cordées et progresse rapidement. Les deux premiers mènent la progression pendant que leurs deux compagnons s'occupent de l'intégralité du soutien logistique. Après une semaine d'efforts, le groupe progresse vite et atteint les terrasses Camp V et Camp VI. Toutefois, Calderwood décide d'abandonner et laisse ses trois camarades à leur projet. Le 10 novembre, la cordée affronte une brève tempête de neige qui l'immobilise sur la paroi. Les trois hommes repartent le lendemain et atteignent ce soir-là un point situé à une quarantaine de mètres du sommet. Warren Harding, aidé par George Whitmore et Wayne Merry, s'affaire toute la nuit pour pitonner les derniers mètres de la voie. Au matin du 12 novembre 1958, la cordée franchit les derniers mètres et réalise ainsi la première ascension de The Nose, la voie directe d'El Capitan.

### Première ascension enchaînée deThe Noseen artificiel
Après l'ouverture du Nose, les autres grimpeurs du Yosemite se tournent vers de nouvelles voies et parois. Si l'ouverture fait date puisqu'elle constitue l'ascension du premier grand mur au Yosemite, sa difficulté et la complexité organisationnelle de l'ascension rebutent les falaisistes. Pendant deux ans, les autres faces du parc sont ainsi explorées. En parallèle, les techniques et le matériel continuent de s'améliorer, ouvrant le monde de l'escalade américain à des questionnements plus éthiques.
Royal Robbins, l'un des meilleurs grimpeurs de cette époque, commence ainsi à développer une vision de l'escalade plus en lien avec l'engagement. L'une de ses idées est alors de limiter le caractère organisationnel et technologique de l'escalade. Il ne souhaite plus qu'une ascension soit vue comme le siège d'une place-forte. Fort de ce constat, l'Américain pose en 1960 les bases d'une nouvelle tentative d'ascension de The Nose mais avec un style bien plus léger que lors de son ouverture deux ans auparavant. S'il conserve l'idée de diviser le groupe en deux cordées, l'une affectée à l'escalade et l'autre à la logistique, Robbins décide surtout d'abandonner les cordes fixes. Ne pouvant compter sur un ravitaillement conséquent depuis le sol, cette option oblige alors les grimpeurs à augmenter la vitesse de leur ascension et à s'alléger au maximum (se privant alors d'une partie de l'eau et de la nourriture), poussant cette notion d'engagement chère à Robbins.
En septembre 1960, un groupe composé de Royal Robbins, Joe Fitschen, Chuck Pratt et Tom Frost se lance alors dans une répétition de The Nose, sans cordes fixes. En entamant cette ascension à cette période, les jeunes hommes espèrent ainsi profiter de conditions météorologiques clémentes, notamment la chaleur, et limiter les risques de déshydratation. Bien organisés et prêts techniquement, les quatre grimpeurs progressent rapidement dans la voie et sont même en avance sur leur horaire prévu, ce qui leur permet d'augmenter leur ration quotidienne. L'escalade est décrite par les protagonistes comme bonne et il apparaît que la tâche la plus dure consiste à effectuer le tirage des près de cent kilos entre les différents relais. Sept jours après leur départ, Robbins, Fitschen, Pratt et Frost parviennent au sommet d'El Capitan, réalisant la seconde ascension de The Nose et son premier enchaînement.

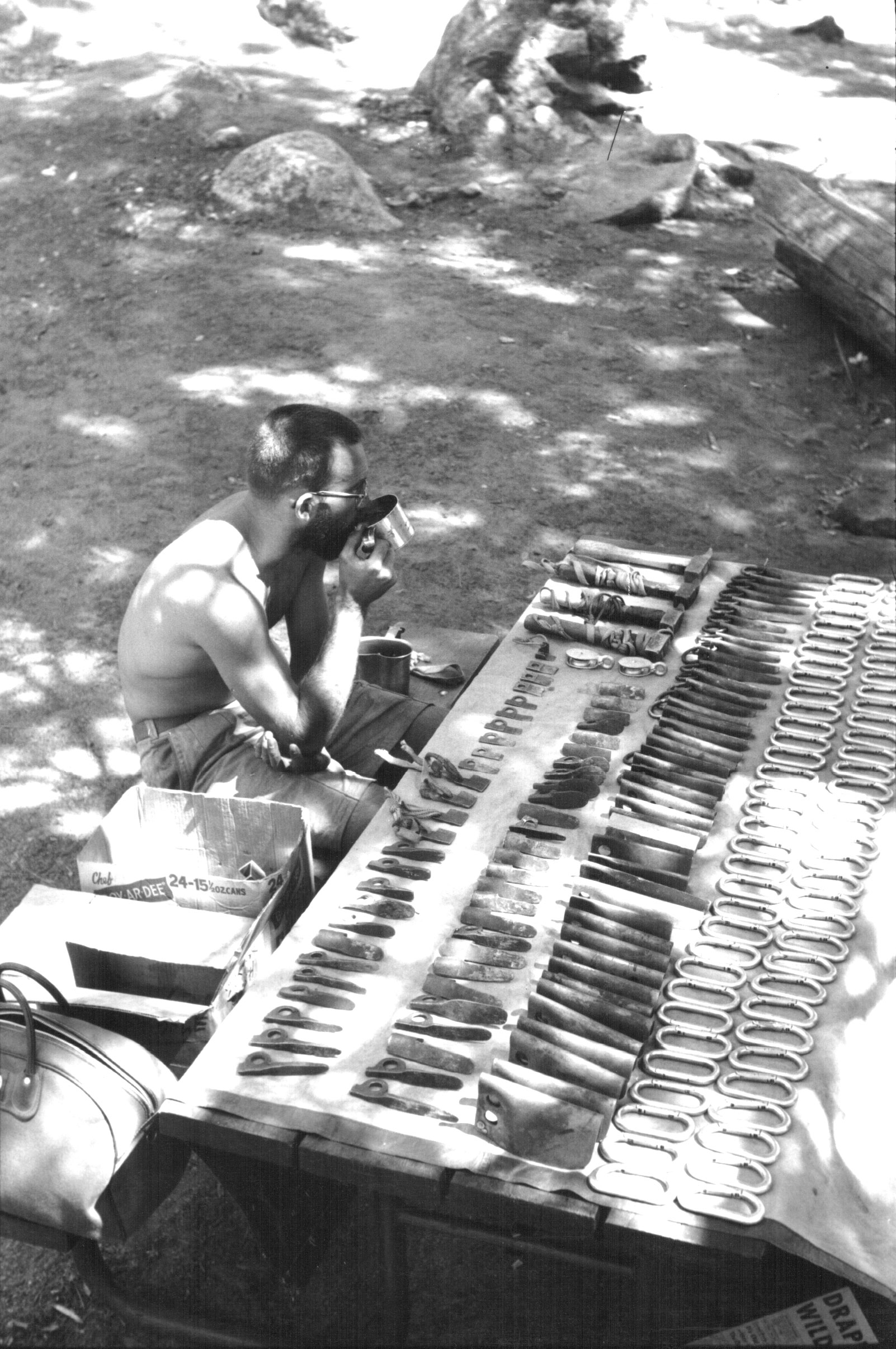
Robbins prépare le matériel
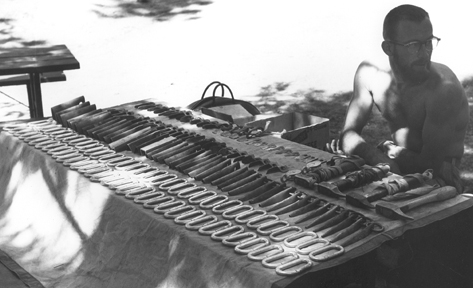
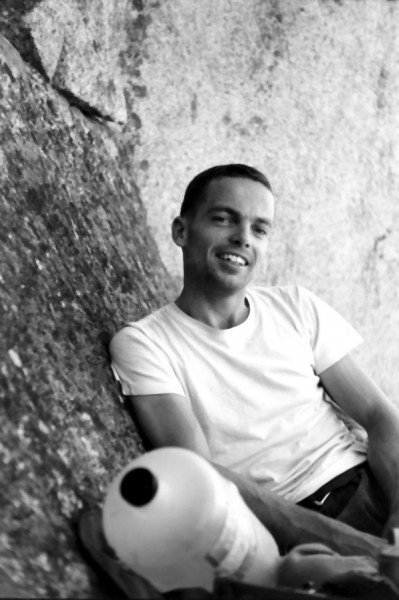
Tom Frost
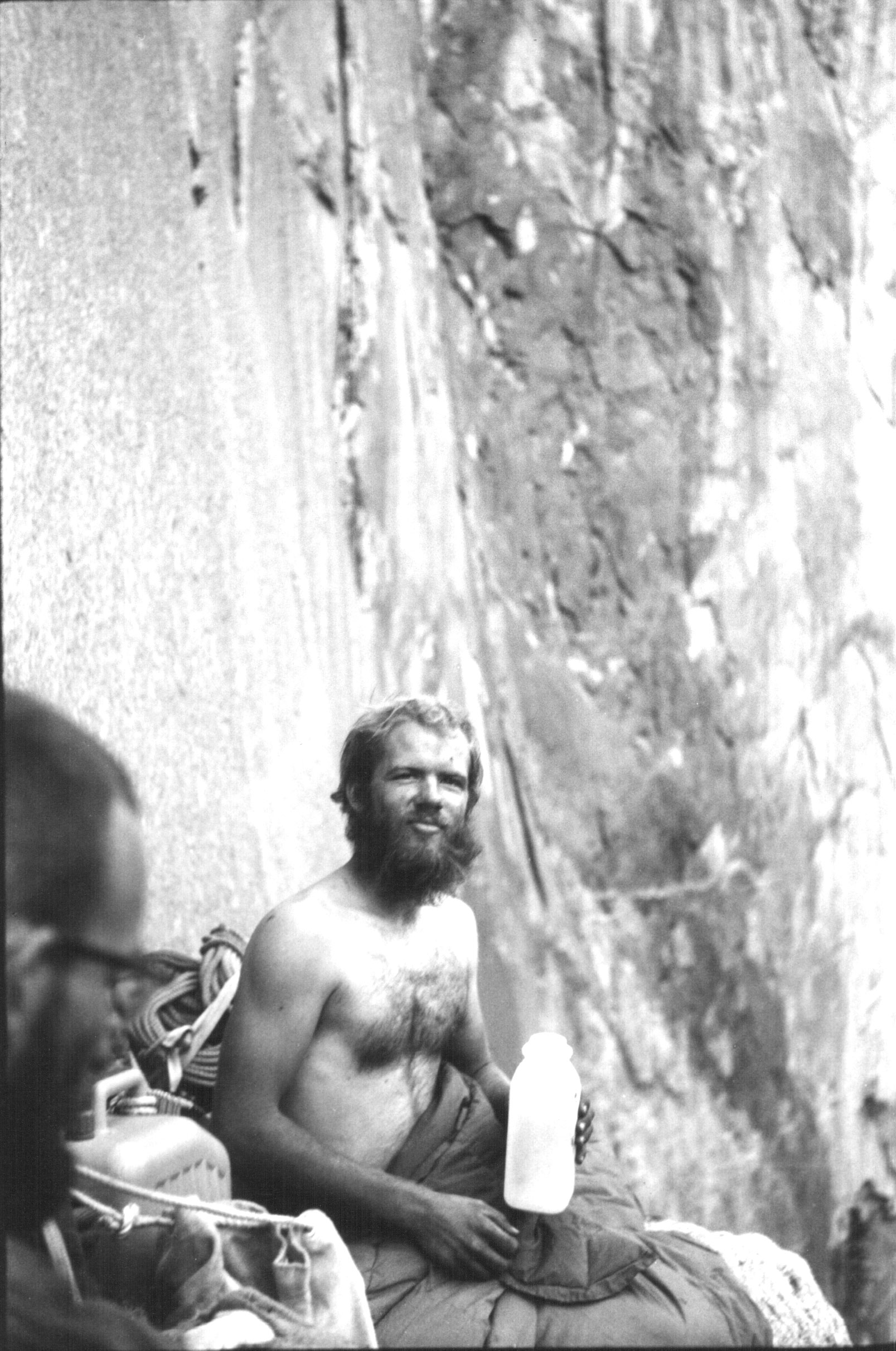
Chuck Pratt
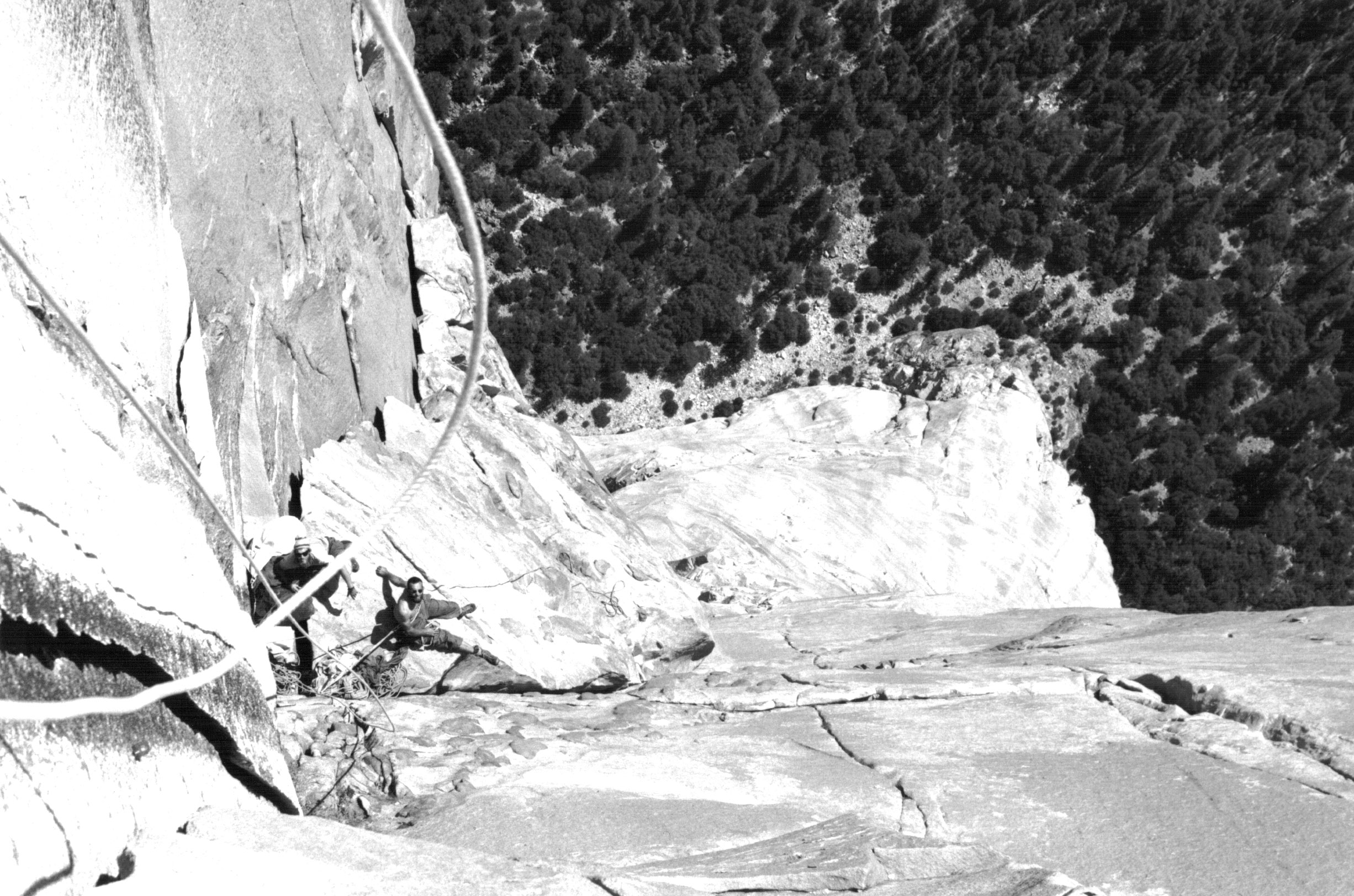
Pratt et Robbins au Camp VI
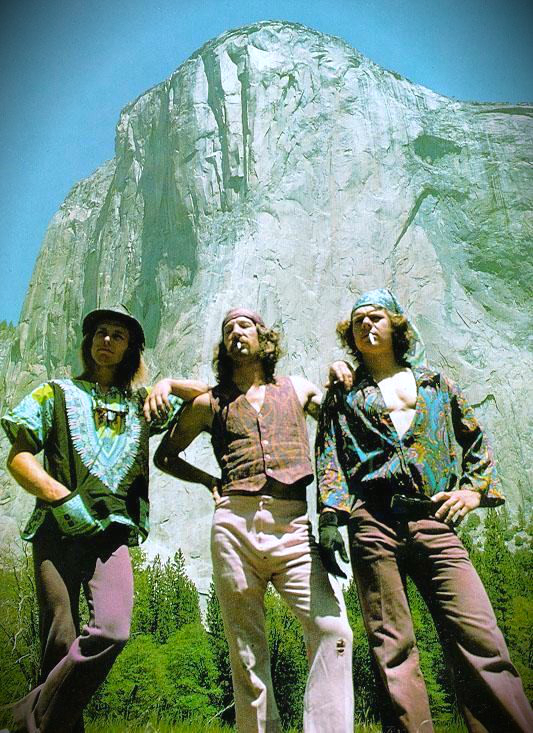
Billy Westbay, Jim Bridwell, et John Long après la première ascension en un jour en 1975

Dans Camp 4, Steve Roper décrit cette ascension comme un jalon majeur de l'histoire de l'escalade américaine. En effet, l'ouverture et ses méthodes quasi-militaires avaient fortement marqué les grimpeurs américains. Il semblait impossible à beaucoup de se lancer dans les grands murs avec une éthique de l'engagement telle qu'elle se développait à la fin des années 1960. Mais, le succès de cet enchaînement et la vitesse de l'ascension démontrent que les évolutions techniques et technologiques ainsi que la bonne préparation des sportifs rendent possibles la réalisation des grandes faces du Yosemite en respectant une éthique exigeante. L'utilisation systématique des cordes fixes disparaît ainsi des pratiques dans le Yosemite, y compris pour Warren Harding.

### Première ascension en libre deThe Nose

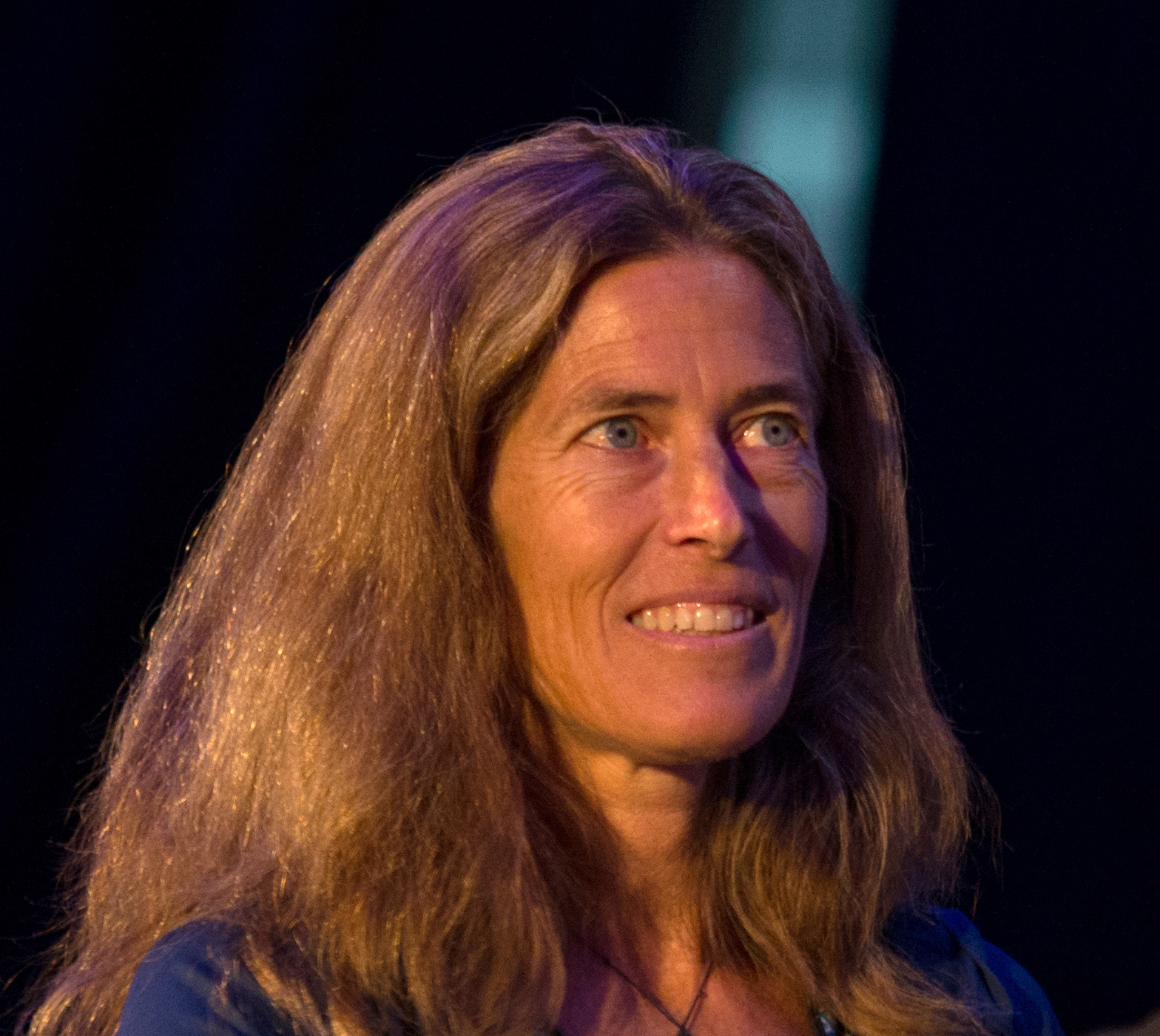
Lynn Hill en 2015, vingt-deux ans après sa première ascension en libre de The Nose.

Après ces différentes premières, l'objectif des grimpeurs du Yosemite sur cette voie consiste à réaliser l'ascension en style libre, c'est-à-dire sans recourir à des moyens de progression artificiels. En septembre 1993, la grimpeuse américaine Lynn Hill s'associe au grimpeur Brooke Sandhal dans cet objectif. Quatre ans auparavant, elle avait réalisé une première tentative encordée au britannique Simon Nadin. Les deux grimpeurs avaient presque réussi leur essai, Lynn Hill parvenant à libérer la longueur clé Great Roof mais échouant dans Changing Corner. L'américaine n'avait pas trouvé une séquence de mouvements au niveau de ces dièdres très lisses, gênée par un vieux piton qui obstruait l'une des prises pour ses doigts.
En 1993, Lynn Hill souhaite retenter l'expérience en ayant préalablement retiré le piton gênant dans Changing Corner. De son côté, Brooke Sandhal poursuit une tentative entamée l'année précédente et consistant à contourner l'itinéraire habituel de Changing Corner. Après avoir préparé la voie en retirant les éléments gênants, les deux américains entament leur tentative. Leur progression sur les deux premiers tiers de la paroi est bonne et leur logistique (nourriture et eau) également. Les deux grimpeurs disposent en effet d'une solide expérience d'escalade traditionnelle dans le Yosemite et particulièrement sur cette voie.
Arrivée dans les difficultés principales de la voie, Lynn Hill répète son passage de Great Roof et permet à la cordée d'espérer atteindre son objectif de libération. Au niveau de la longueur Changing Corner débarrassée de son vieux piton, Lynn Hill essaie différentes combinaisons de mouvements. Elle parvient finalement à trouver et réaliser une séquence de mouvements en opposition mobilisant tout son corps qui lui permet de gravir la longueur en libre. Après quatre jours d'ascension, la cordée passe donc la dernière difficulté majeure de la voie et peut terminer les longueurs restantes plus tranquillement. Arrivée au sommet de la falaise, l'américaine est la première personne tous sexes confondus à libérer The Nose. Elle lance un « It goes boys ! » qui devient iconique dans le milieu de l'escalade.

## Ascensions en libre du Nose
| Année | Grimpeur leader               | Temps              | Remarques                                              |
| ----- | ----------------------------- | ------------------ | ------------------------------------------------------ |
| 1993  | Lynn Hill                     | 4 jours            | Libre                                                  |
| 1994  | Lynn Hill                     | 23 heures          | Libre                                                  |
| 1998  | Scott Burke                   | 12 jours           | Libre ou quasi-libre                                   |
| 2005  | Beth Rodden, Tommy Caldwell   | 4 jours            | Libre ; Chaque grimpeur mène sur la moitié de la voie. |
| 2005  | Tommy Caldwell                | moins de 12 heures | Libre                                                  |
| 2014  | Jorg Verhoeven                | 3 jours            | Libre                                                  |
| 2018  | Keita Kurakami                | 5 jours            | Libre ; Première en solitaire,                         |
| 2018  | Connor Herson                 | 3 jours            | Libre,                                                 |
| 2019  | Sebastien Berthe              | 8 jours            | Libre                                                  |
| 2019  | Babsi Zangerl, Jacopo Larcher | 6 jours            | Libre                                                  |

## Records de vitesse

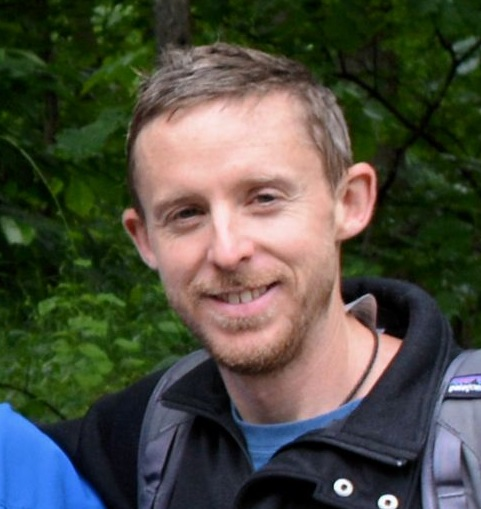
Tommy Caldwell en 2015.

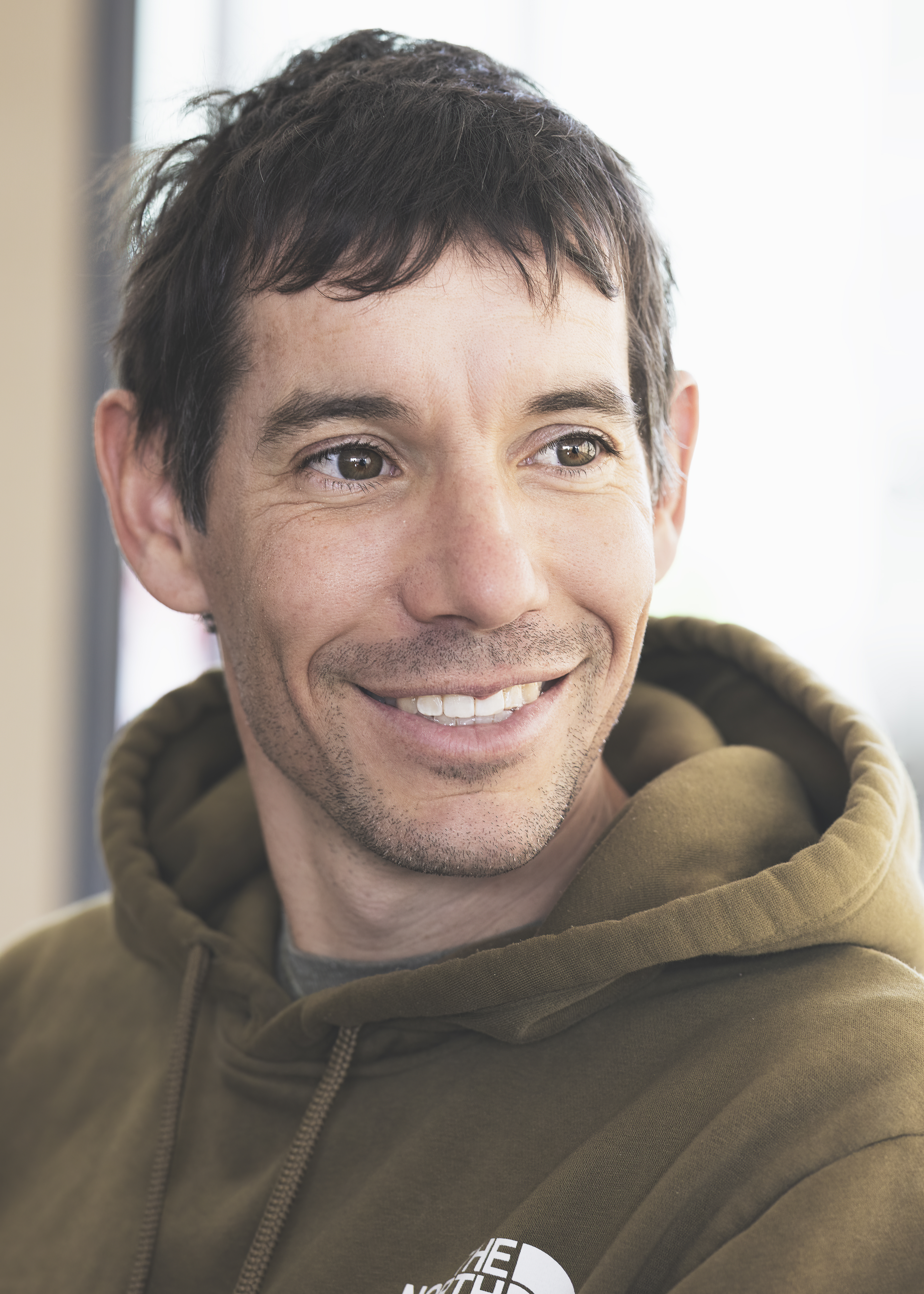
Alex Honnold en 2022.

| Date              | Cordée                                | Temps de l'ascension |
| ----------------- | ------------------------------------- | -------------------- |
| 6 juin 2018       | Tommy Caldwell, Alex Honnold          | 1 h 58 min 07 s      |
| 4 juin 2018       | Tommy Caldwell, Alex Honnold          | 2 h 01 min 50 s      |
| 30 mai 2018       | Tommy Caldwell, Alex Honnold          | 2 h 10 min 15 s      |
| 21 octobre 2017   | Brad Gobright, Jim Reynolds           | 2 h 19 min 44 s      |
| 16 juin 2012      | Hans Florine, Alex Honnold            | 2 h 23 min 46 s      |
| 11 juin 2010      | Dean Potter, Sean Leary               | 2 h 36 min 45 s      |
| 10 décembre 2008  | Hans Florine, Yuji Hirayama           | 2 h 37 min 05 s      |
| 7 février 2008    | Hans Florine, Yuji Hirayama           | 2 h 43 min 33 s      |
| 10 août 2007      | Alexander et Thomas Huber             | 2 h 45 min 45 s      |
| 10 avril 2007     | Alexander et Thomas Huber             | 2 h 48 min 30 s      |
| 29 septembre 2002 | Hans Florine, Yuji Hirayama           | 2 h 48 min 55 s      |
| novembre 2001     | Dean Potter, Timmy O'Neill            | 3 h 24 min 20 s      |
| octobre 2001      | Hans Florine, Jim Herson              | 3 h 57 min 27 s      |
| octobre 2001      | Dean Potter, Timmy O'Neill            | 3 h 59 min 35 s      |
| 1992              | Hans Florine, Peter Croft             | 4 h 22 min           |
| 1991              | Peter Croft, Dave Schultz             | 4 h 48 min           |
| 1991              | Hans Florine, Andres Puhvel           | 6 h 01 min           |
| 1990              | Peter Croft, Dave Schultz             | 6 h 40 min           |
| 1990              | Hans Florine, Steve Schneider         | 8 h 06 min           |
| 1986              | John Bachar, Peter Croft              | 10 h 05 min          |
| 1982              | Pascal Etienne, Thierry Renault       | 12 h                 |
| 1975              | Jim Bridwell, John Long, Bill Westbay | 17 h 45 min          |